# テッポウウオ
テッポウウオ（鉄砲魚）は、スズキ目・テッポウウオ科に分類される魚 Toxotes jaculatrix の標準和名だが、広義にはテッポウウオ科 Toxotidae に分類される魚の総称としても用いられる。口から水を発射して水面上にいる小動物を撃ち落とし、捕食する行動がよく知られている。
テッポウウオ科はテッポウウオ属 Toxotes の1属だけから構成され、これまでに7種類だけが知られる小さなグループである。どれも東南アジアとその周辺の熱帯域に分布する。

## 特徴

### 大きさ・体型
成魚の全長は15-30cmほどだが、T. chatareus は全長40cmの記録がある。体型はタイのように左右に平たい。口先は下顎が上顎より前に出て、前上方に向けて尖る。背鰭は体の後方に偏って臀鰭のほぼ反対側に付き、ここで最も体高が高くなる。横から見ると水滴形を横倒しにしたような体型である。

### 分布
スリランカ・インド東部・オーストラリア北部・ポリネシアまでを含む東南アジアの熱帯域に広く分布する。日本には分布しないと思われていたが、1980年に沖縄県西表島で T. jaculatrix が発見され、2021年には同県石垣島でも同種が採集された（西表島やより南方から偶発的に輸送された可能性が高い、と推測されている）。

### 生息域
淡水域・汽水域・海岸の植物が多く茂った所に生息し、マングローブ地域に多い。西表島のテッポウウオでは、河口沖合いの刺し網に大型個体が掛かった例が報告されていて、川と海をまたぎ広範囲に行動している可能性がある。

### 食性・狩り
口に含んだ水を発射して、水面上の葉に止まった昆虫などを撃ち落とし、捕食する行動がよく知られており、和名「鉄砲魚」はここに由来する。また英名"Archerfish"も「射手魚」、属名"Toxotes"も「射手」を意味する。口蓋には射水溝という前へ向けて細くなる溝があり、そこに下から舌を当てることで喉から口先にかけて水路が形成される。舌で抑えて水の通路と弁を作り、鰓蓋を閉めて喉に貯めた水に圧力をかけた際に舌先の弁が開けられて、勢いよく水を射出する。トキソテス・ジャクラタは1.5 m先の目標を当てた記録がある。水流自体は、2‐3 mまで届き、最大7連射することができる。 
また、水面近くの獲物は最大1フィート（30 cm）のジャンプを行い捕食することもある。水面を隔てると垂直以外の角度では屈折が起こり、実際の位置からずれて見えるが、テッポウウオ類は屈折を計算して水の噴射やジャンプができる。ただし射程や命中率には個体差がある。命中率を上げるため、屈折率を最小限に抑えるため、獲物の真下まで水面を揺らさず水面近くを泳げる体形を持っており、できる限り獲物に近寄ってから水を打ち出す。
この狩りの方法は、群れで狩りを行い、他のテッポウウオの行動を見て観察学習して学ぶ。また、他のテッポウウオがいる際、労働寄生を警戒した動きを見せる。
水面より上の小動物以外にも、水面のアメンボ類や落下生物、小魚や甲殻類など水生小動物も食べる。採餌行動に水鉄砲が不可欠というわけでもなく、どうして水鉄砲による捕食を身に付けたのかは謎となっている。
2017年に、海底の砂地に水を吹き付けて、餌を得ており、砂の粒の大きさで威力も変えていることが報告された。

### 認知能力
人の顔を覚える実験で、90度程度の角度があっても顔を認識できることが報告された。食べ物やパートナー、外敵などを覚えて行動を変えることから、ある程度の知力と記憶力を備えているとされる。

### 繁殖
1‐2年で成熟し、産卵を行う。
日本国内では、2022年4月に大阪府にある博物館NIFRELにて、初めて繁殖を成功させている。

## ヒトとの関係

### 飼育
水質と水温を安定するように管理すれば、特に飼育が難しい魚ではない。
その捕食行動から水族館などでも人気が高い。日本国内では多数の水族館で飼育されている。

#### 北海道
- 千歳水族館（千歳市）[14]

#### 宮城県
- 仙台うみの杜水族館（仙台市）[15]

#### 福島県
- アクアマリンふくしま（いわき市）

#### 東京都
- 足立区生物園（足立区）[16]
- サンシャイン水族館（豊島区）
- しながわ水族館（品川区）[17]
- アクアパーク品川（港区）[18]
- 板橋区立熱帯環境植物館（板橋区）[19]

#### 神奈川県
- 横浜・八景島シーパラダイス（横浜市）
- 箱根園水族館（箱根町）[20]

#### 新潟県
- 寺泊水族博物館（長岡市）[21]

#### 石川県
- のとじま臨海公園水族館（七尾市）[22]

#### 長野県
- 蓼科アミューズメント水族館（茅野市）

#### 岐阜県
- アクア・トト ぎふ（各務原市）[23]

#### 静岡県
- 東海大学海洋科学博物館（静岡市）

#### 愛知県
- 南知多ビーチランド（美浜町）
- 名古屋港水族館（名古屋市）[24]

#### 三重県
- 伊勢シーパラダイス（伊勢市）[25]

#### 大阪府
- ニフレル NIFREL（吹田市）[26]

#### 兵庫県
- 須磨海浜水族園（神戸市）[27]

#### 島根県
- しまね海洋館アクアス（浜田市）[28]

#### 広島県
- 宮島水族館 みやじマリン（廿日市市）[29]

#### 香川県
- 新屋島水族館（高松市）

#### 大分県
- 大分マリーンパレス水族館 うみたまご（大分市）[30]

#### 熊本県
- わくわく海中水族館シードーナツ（上天草市）

#### 沖縄県
- 沖縄美ら海水族館（本部町）[31]

### 食用
大型種は食用にもなる。

## 構成種

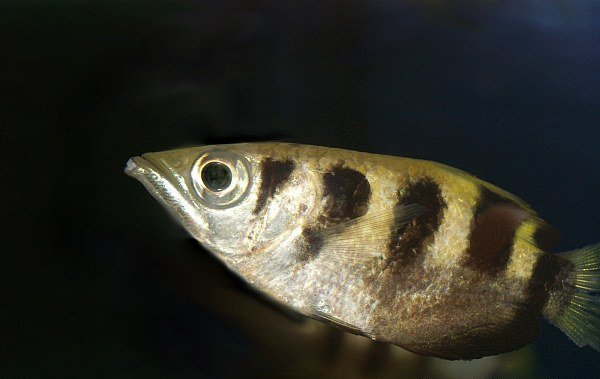
T. chatareus
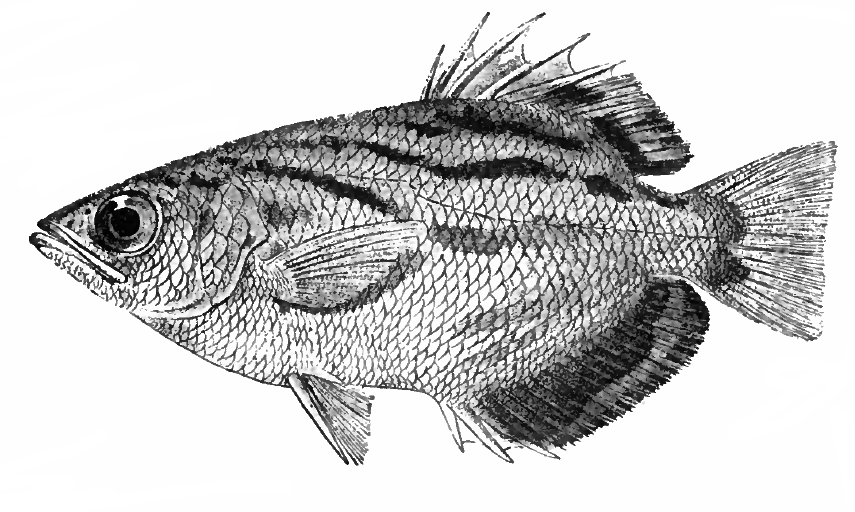
T. microlepis

T. blythii Boulenger,1892
ミャンマーで記録されている。
T. chatareus (Hamilton,1822)
英名Largescale archerfish。テッポウウオ科最大種で体長40cmに達する。インド東部からオーストラリアまで分布する。
テッポウウオ T. jaculatrix (Pallas,1767)
英名Banded archerfish。全長25cmほど。背中側に大小の黒いまだら模様があり、背鰭にも黒い斑点がある。尻鰭の縁と尾鰭のつけ根も黒い。テッポウウオ科では最も分布が広く、インド東部から西表島・ソロモン諸島まで分布する。
テッポウウオ科では日本に分布する唯一の種で、和名「テッポウウオ」も本種に充てられている。日本国内の分布が西表島に限られている現状から、環境省の汽水・淡水魚類レッドリストでは、2007年版で情報不足（DD）として初めて掲載され、2013年版では絶滅危惧IA類（CR）として評価された。
T. kimberleyensis Allen,2004
オーストラリアで発見され、新種として2004年に記載された。
T. lorentzi Weber,1910
英名Primitive archerfish。インドネシア・ニューギニア・オーストラリアに分布する。
T. microlepis Günther,1860
英名Smallscale archerfish。マレー半島・インドシナ半島・スマトラ島・ボルネオ島に分布する。
T. oligolepis Bleeker,1876
英名Western archerfish。オーストラリアに分布する。
- T. chatareus
- T. microlepis